# 约翰·B·韦勒
约翰·B·韦勒（John B. Weller，1812年2月22日—1875年8月17日），美国律师、政治家、外交家，民主党人，曾任美国参议院议员（1852年-1857年）和加利福尼亚州州长（1858年-1860年）。